# Criodion pilosum
Criodion pilosum là một loài bọ cánh cứng trong họ Cerambycidae.